# 서정익
서정익(1993년 2월 12일 ~ )은 대한민국의 성우로, 2018년 한국방송 성우극회 공채 43기로 입사했다.

## 출연 작품

### 애니메이션
- 디지몬 어드벤처: (대원방송) - 데블몬, 네오데블몬, 던데블몬
- 아따맘마 - 박철연
- 명탐정 코난 - 도정태(19기), 천호준(21기)
- 스파이 패밀리 - 크리스

### 극장판
- 드림쏭3 - 버디